# Psychotria lasiocephala
Psychotria lasiocephala är en måreväxtart som beskrevs av Henry Nicholas Ridley. Psychotria lasiocephala ingår i släktet Psychotria och familjen måreväxter. Inga underarter finns listade i Catalogue of Life.